# Ian Holm

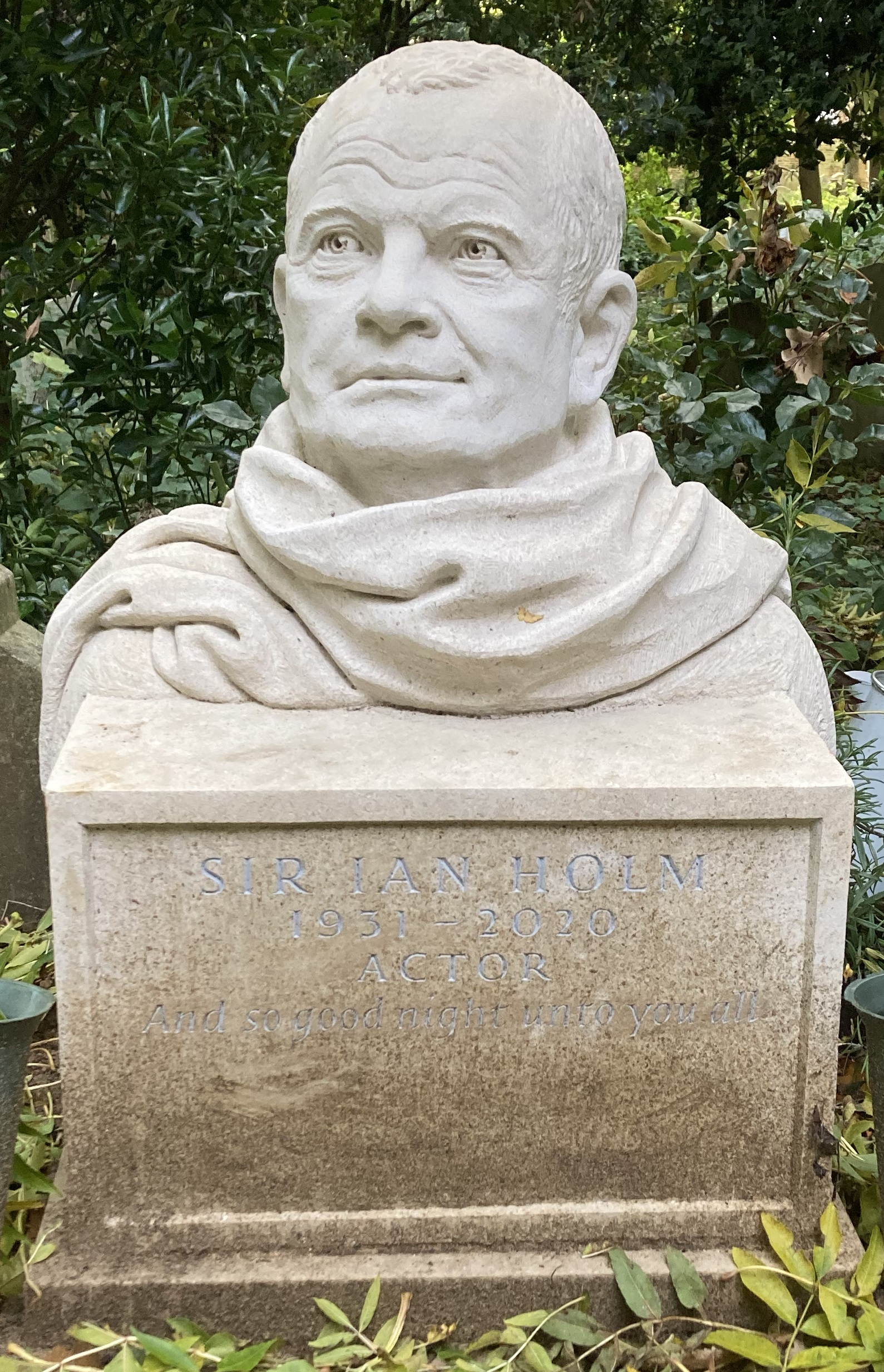
Síremléke

Sir Ian Holm Cuthbert (Goodmayes, 1931. szeptember 12. – London, 2020. június 19.) Tony- és kétszeres BAFTA-díjas angol színész.

## Fiatalkora
Édesapja pszichiáter, édesanyja pedig nővér volt. A fiatal Holm Londonban nőtt fel. A szüleihez hasonló orvosi pálya egyáltalán nem vonzotta, ezért a Royal Academy of Dramatic Arts iskolába jelentkezett. Első szerepeit színpadon játszotta, nagy közönségsikerrel, többek között  Laurence Olivier-vel is fellépett William Shakespeare Coriolanusában.

## Filmes pályafutása
A televízióban 1965-ben A rózsák háborúja című sorozatban debütált Gloucester herceg szerepében. 1968-ban a Szentivánéji álom (A Midsummer Night's Dream)  című örök klasszikusban kapott szerepet, amiben a fiatal Helen Mirren is feltűnt. Holm ebben az évben játszott először amerikai filmben, Az ezermesterben (The Fixer), John Frankenheimer produkciójában, de a legnagyobb sikert mégis a The Bofors Gun című drámában nyújtott alakítása jelentette, amelyért BAFTA-díjat kapott legjobb férfi mellékszereplőként.
1972-ben Richard Attenborough A fiatal Churchill (Young Winston) című alkotásában bukkant fel Simon Ward, Anne Bancroft, John Mills és Anthony Hopkins mellett. Egy évvel később Harold Pinter drámájából készült Hazatérésben brillírozott. 1976-ban Holm belekóstolt a kosztümös filmek világába is, amikor szerepet vállalt a Robin és Marian (Robin and Marian) című Robin Hood feldolgozásban Sean Connery és Audrey Hepburn partnereként, ezután a Kiálts az ördögre (Shout at the Devil) következett. Az amerikai közönség Holm nevét 1979-ben ismerte meg igazán, amikor Ridley Scott egy kíméletlen android szerepét osztotta rá a ma már sci-fi klasszikusnak számító Alienben.
A '80-as éveket Holm egy angol sportfilmmel nyitotta, a Tűzszekerekben (Chariots Of Fire) vállalt el egy mellékszerepet, aminek köszönhetően megkapta második BAFTA-díját is és Oscar-díjra is jelölték. 1985-ben ismét emlékezetes alakítást nyújtott Jonathan Pryce és Robert De Niro mellett  Terry Gilliam Brazil című könnyedebb hangvételű utópiájában. 1988-ban Woody Allen-el dolgozott együtt az Egy másik asszonyban (Another Woman). Egy évvel később Kenneth Branagh V. Henrik sikerfilmjében kapott fontosabb szerepet.

### Az 1990-es évektől
Holm az 1990-es éveket is egy Shakespeare-feldolgozással kezdte, ezúttal Franco Zeffirelli osztotta rá Polonius szerepét az 1990-es Hamlet című rendezésében. Egy évvel később egy jellegzetes David Cronenberg-film, a Meztelen ebéd szereplőgárdájának tagja lett. 1994-ben ismét Kenneth Branagh-val dolgozott együtt, ezúttal a Frankenstein-ben. 1997 eseménydús és termékeny év volt Holm karrierjében. Elsőként egy veterán rendőrtisztet, Andy García filmbéli édesapját alakította a Manhattanre leszáll az éj című bűnügyi thrillerben. Ezt követte Luc Besson sikerfilmje, Az ötödik elem, ahol Bruce Willis és Gary Oldman partnere volt. Ezután egy nagy szakmai siker következett, az Eljövendő szép napok című kanadai filmdrámában nagyra értékelték a kritikusok a főszereplő Holm alakítását. Végül felbukkant még Danny Boyle Az élet sója című fekete komédiájában is, Ewan McGregor és  Cameron Diaz társaságában. 1999-ben szintén egy Cronenberg-film, az eXistenZ – Az élet játék című sci-fi szereplője volt.
2001-ben Zsákos Bilbó bőrébe bújt a A Gyűrűk Ura: A Gyűrű Szövetsége című hőseposzban. A két évvel később bemutatott A Gyűrűk Ura: A király visszatérben ismét eljátszotta a furfangos hobbitot. 2004-ben Martin Scorsese Aviátor című életrajzi rendezésében kapott egy kisebb szerepet, valamint Roland Emmerich Holnapután című katasztrófafilmjében Terry Rapson professzort alakította. 2005-ben a Fegyvernepper című akciófilmben szerepelt Nicolas Cage és Ethan Hawke mellett.
2012-ben a A hobbit: Váratlan utazás című fantasyfilmben eljátszhatta az idős Zsákos Bilbót. Ezt a 2014-es A hobbit: Az öt sereg csatája követte, mely utolsó filmje volt.
2024-ben Holm örökösei beleegyeztek, hogy a már elhunyt színész arcát és hangját CGI segítségével jelenítsék meg az Alien: Romulus című filmben. A filmes technikának köszönhetően a korábban általa alakított, Ash nevű androidhoz hasonló kinézetű és jellemű szereplőként tűnt fel a filmvásznon.

## Halála
Az idős korára Parkinson-kórban szenvedő színész 2020. június 19-én, családja körében hunyt el.

## Filmográfia

### Film
| Év   | Magyar cím                             | Eredeti cím                                       | Szerep                      | Magyar hang            |
| ---- | -------------------------------------- | ------------------------------------------------- | --------------------------- | ---------------------- |
| 1968 |                                        | The Bofors Gun                                    | Flynn                       |                        |
| 1968 | Az ezermester                          | The Fixer                                         | Grubeshov                   |                        |
| 1968 |                                        | A Midsummer Night's Dream                         | Puck                        |                        |
| 1969 | Váltson jegyet a háborúba              | Oh! What a Lovely War                             | Raymond Poincaré            | nem ismert             |
| 1969 | Váltson jegyet a háborúba              | Oh! What a Lovely War                             | Raymond Poincaré            | Cs. Németh Lajos       |
| 1970 |                                        | A Severed Head                                    | Martin Lynch-Gibbon         |                        |
| 1971 | Cárok végnapjai                        | Nicholas and Alexandra                            | Vaszilij Jakovlev           | Selmeczi Roland        |
| 1971 | Mária, a skótok királynője             | Mary, Queen of Scots                              | David Rizzio                | Bodrogi Gyula          |
| 1971 | Mária, a skótok királynője             | Mary, Queen of Scots                              | David Rizzio                | Gálvölgyi János        |
| 1971 | Mária, a skótok királynője             | Mary, Queen of Scots                              | David Rizzio                | Zámbori Soma           |
| 1971 | Mária, a skótok királynője             | Mary, Queen of Scots                              | David Rizzio                | Szokol Péter           |
| 1972 | A fiatal Churchill                     | Young Winston                                     | George E. Buckle            |                        |
| 1973 | Hazatérés                              | The Homecoming                                    | Lenny                       | Szersén Gyula          |
| 1974 | Pénzt vagy életet!                     | Juggernaut                                        | Nicholas Porter             | Tordy Géza             |
| 1974 | Pénzt vagy életet!                     | Juggernaut                                        | Nicholas Porter             | Jakab Csaba            |
| 1974 | Pénzt vagy életet!                     | Juggernaut                                        | Nicholas Porter             | Szőke-Kavinszky András |
| 1976 | Robin és Marian                        | Robin and Marian                                  | János király                |                        |
| 1976 | Kiálts az ördögre                      | Shout at the Devil                                | Mohammed                    | néma szerep            |
| 1977 | Menni vagy meghalni                    | March or Die                                      | El Krim                     | Kránitz Lajos          |
| 1979 | A nyolcadik utas: a Halál              | Alien                                             | Ash                         | Fodor Tamás            |
| 1979 | A nyolcadik utas: a Halál              | Alien                                             | Ash                         | Berzsenyi Zoltán       |
| 1979 | S. O. S. Titanic                       | S.O.S. Titanic                                    | J. Bruce Ismay              |                        |
| 1981 | Tűzszekerek                            | Chariots of Fire                                  | Sam Mussabini               | Suka Sándor            |
| 1981 | Időbanditák                            | Time Bandits                                      | Napóleon                    | Cs. Németh Lajos       |
| 1982 | A katona hazatér                       | The Return of the Soldier                         | Dr. Anderson                |                        |
| 1984 |                                        | Laughterhouse                                     | Ben Singleton               |                        |
| 1984 | Greystoke – Tarzan, a majmok ura       | Greystoke: The Legend of Tarzan, Lord of the Apes | Philippe D'Arnot kapitány   | Szacsvay László        |
| 1984 | Greystoke – Tarzan, a majmok ura       | Greystoke: The Legend of Tarzan, Lord of the Apes | Philippe D'Arnot kapitány   | Rosta Sándor           |
| 1984 |                                        | Terror in the Aisles (dokumentumfilm)             | Ash                         |                        |
| 1985 | Álomgyermek                            | Dreamchild                                        | Charles L. Dodgson          |                        |
| 1985 |                                        | Wetherby                                          | Stanley Pilborough          |                        |
| 1985 | Brazil                                 | Brazil                                            | Mr Kurtzmann                | Beregi Péter           |
| 1985 | Brazil                                 | Brazil                                            | Mr Kurtzmann                | Maros Gábor            |
| 1985 | Csak egy tánc volt                     | Dance with a Stranger                             | Desmond Cussen              | Szacsvay László        |
| 1988 | Egy másik asszony                      | Another Woman                                     | Ken Post                    | Izsóf Vilmos           |
| 1988 | Egy másik asszony                      | Another Woman                                     | Ken Post                    | Végvári Tamás          |
| 1989 | V. Henrik                              | Henry V                                           | Fluellen                    | Harsányi Gábor         |
| 1989 | V. Henrik                              | Henry V                                           | Fluellen                    | Szersén Gyula          |
| 1989 | V. Henrik                              | Henry V                                           | Fluellen                    | Végvári Tamás          |
| 1990 | Hamlet                                 | Hamlet                                            | Polonius                    | nem ismert             |
| 1990 | Hamlet                                 | Hamlet                                            | Polonius                    | Rajhona Ádám           |
| 1991 | Meztelen ebéd                          | Naked Lunch                                       | Tom Frost                   | Sinkó László           |
| 1991 | Kafka                                  | Kafka                                             | Dr. Murnau                  |                        |
| 1992 | Blue Ice                               | Blue Ice                                          | Sir Hector                  | Juhász Jácint          |
| 1993 | A disznó órája                         | The Hour of the Pig                               | Albertus                    | Cs. Németh Lajos       |
| 1994 | Frankenstein                           | Frankenstein                                      | Alphonse Frankenstein báró  | Cs. Németh Lajos       |
| 1994 | Frankenstein                           | Frankenstein                                      | Alphonse Frankenstein báró  | Fodor Tamás            |
| 1994 | György király őrült évei               | The Madness of King George                        | Dr. Francis Willis          | Cs. Németh Lajos       |
| 1996 | Olasz módra                            | Big Night                                         | Pascal                      | Gruber Hugó            |
| 1996 | Loch Ness                              | Loch Ness                                         | halászati felügyelő         | Versényi László        |
| 1997 | Manhattanre leszáll az éj              | Night Falls on Manhattan                          | Liam Casey                  | Kun Vilmos             |
| 1997 | Eljövendő szép napok                   | The Sweet Hereafter                               | Mitchell Stephens           | Benkő Péter            |
| 1997 | Eljövendő szép napok                   | The Sweet Hereafter                               | Mitchell Stephens           | Szombathy Gyula        |
| 1997 | Az ötödik elem                         | The Fifth Element                                 | Vito Cornelius atya         | Sinkó László           |
| 1997 | Az élet sója                           | A Life Less Ordinary                              | Naville                     | Fodor Tamás            |
| 1997 | Inkognitó                              | Incognito                                         | John (cameo)                | Versényi László        |
| 1998 | Alice Tükörországban                   | Alice through the Looking Glass                   | Fehér Lovag                 | Haumann Péter          |
| 1999 |                                        | Shergar                                           | Joseph Maguire              |                        |
| 1999 | eXistenZ – Az élet játék               | eXistenZ                                          | Kiri Vinokur                | Szersén Gyula          |
| 1999 | A sátán mágusa                         | Simon Magus                                       | Sirius / Boris / Az ördög   |                        |
| 1999 |                                        | Wisconsin Death Trip                              | narrátor (hangja)           |                        |
| 1999 | Kocsmapárharc                          | The Match                                         | Big Tam                     | Versényi László        |
| 1999 | A csodatevő                            | The Miracle Maker                                 | Pontius Pilatus (hangja)    |                        |
| 2000 | Joe Gould titka                        | Joe Gould's Secret                                | Joe Gould                   |                        |
| 2000 | Szenvedélyes színdarab                 | Esther Kahn                                       | Nathan Quellen              |                        |
| 2000 | Dupla vagy minden                      | Beautiful Joe                                     | George, a görög             | Cs. Németh Lajos       |
| 2000 | Áldott a gyermek                       | Bless the Child                                   | Grissom tiszteletes         | Kajtár Róbert          |
| 2001 | A pokolból                             | From Hell                                         | Sir William Gull            | Végvári Tamás          |
| 2001 | A király új ruhája                     | The Emperor's New Clothes                         | Napóleon / Eugene Lenormand |                        |
| 2001 | A Gyűrűk Ura: A Gyűrű szövetsége       | The Lord of the Rings: The Fellowship of the Ring | Zsákos Bilbó                | Makay Sándor           |
| 2003 | A Gyűrűk Ura: A király visszatér       | The Lord of the Rings: The Return of the King     | Zsákos Bilbó                | Makay Sándor           |
| 2004 | Holnapután                             | The Day After Tomorrow                            | Terry Rapson professzor     | Végvári Tamás          |
| 2004 | A régi környék                         | Garden State                                      | Gideon Largeman             | Áron László            |
| 2004 | Aviátor                                | The Aviator                                       | Fitz professzor             | Versényi László        |
| 2005 | Öregdiák nem véndiák                   | Strangers with Candy                              | Dr. Putney                  | Szokolay Ottó          |
| 2005 | Kromofóbia                             | Chromophobia                                      | Edward Aylesbury            | Végvári Tamás          |
| 2005 | Fegyvernepper                          | Lord of War                                       | Simeon Weisz                | Makay Sándor           |
| 2006 | Renaissance                            | Renaissance                                       | Jonas Muller (hangja)       | Makay Sándor           |
| 2006 | Ó, Jeruzsálem!                         | O Jerusalem                                       | Ben Gurion                  | Beregi Péter           |
| 2006 | Szeretni jobb                          | The Treatment                                     | Dr. Ernesto Morales         |                        |
| 2007 | L’ecsó                                 | Ratatouille                                       | Skinner séf (hangja)        | Háda János             |
| 2012 | A hobbit: Váratlan utazás              | The Hobbit: An Unexpected Journey                 | Zsákos Bilbó idősen         | Fodor Tamás            |
| 2014 | A hobbit: Az öt sereg csatája          | The Hobbit: The Battle of the Five Armies         | Zsákos Bilbó idősen         | Fodor Tamás            |
| 2024 | Alien: Romulus (posztumusz megjelenés) | Alien: Romulus                                    | Rook (CGI arc és hang)      |                        |

### Televízió
- 1976: A vasálarcos férfi (The Man in the Iron Mask) … színész
- 1977: A názáreti Jézus (Jesus of Nazareth) … Zerah
- 1978: A bagdadi tolvaj (The Thief of Baghdad) … kapuőr
- 1978: Nyomorultak (Les Miserables) … Thenardier
- 1979: Nyugaton a helyzet változatlan (All Quiet on the Western Front) … Himmelstoss
- 1984: Wetherby … Stanley Pilborough
- 1991: Michelangelo - egy zseni születése (A Season of Giants) … színész
- 1998: Alice Tükörországban (Alice Through the Looking Glass) … fehér lovag
- 1998: Lear király (TV film) … Lear király
- 1998: Agyaggalamb (Clay Pigeons) … Ash
- 2000: Az utolsó szőke bombázó (TV film) (The Last of the Blonde Bombshells) … Patrick
- 2004: Sárkányok: A fantázián túl (Dragons World - A Fantasy Made Real) … narrátor hangja

## Díjak és jelölések
- Oscar-díj
  - jelölés: legjobb férfi mellékszereplő, Tűzszekerek, 1982

- BAFTA-díj
  - díj: legjobb férfi mellékszereplő, Tűzszekerek, 1982
  - díj: legjobb férfi mellékszereplő, The Bofors Gun, 1969
  - jelölés: legjobb férfi mellékszereplő, György király, 1996
  - jelölés: legjobb férfi mellékszereplő, Greystoke - Tarzan, a majmok ura, 1985

- Emmy-díj
  - jelölés: legjobb férfi mellékszereplő (televíziós minisorozat/tévéfilm), Az utolsó szőke bombázó, 2001
  - jelölés: legjobb férfi főszereplő (televíziós minisorozat/tévéfilm), Lear király, 1999

- Cannes-i fesztivál
  - díj: legjobb férfi mellékszereplő, Tűzszekerek, 1981